# Amphilogiai
Nella mitologia greca, Amphillogiai (greco antico: Ἀμφιλλογίαι; singolare: Amphillogia) erano le dee delle controversie. Teogonia di Esiodo le identifica come figlie di Eris e sorelle di Ponos, Lete, Limos, Algea, Hysminai, Makhai, Phonoi, Androktasiai, Neikea, Pseudea, Logos, Disnomia, Ate, e Horkos.